# Захоплення нейтронів
Захо́плення нейтро́нів (нейтро́нне захо́плення) — вид ядерної реакції, у якій ядро атома з'єднується з нейтроном й утворюється важче ядро: (A, Z) + n → (A+1, Z) + γ.
Нейтрон може наблизитися до ядра навіть маючи кінетичну енергію, близьку до нуля, оскільки він електрично нейтральний і на нього не діють сили електричного відштовхування (на відміну від позитивно зарядженого протона, який спочатку має подолати високий потенційний бар'єр, для чого потрібна велика кінетична енергія).

## Дочірнє ядро
У результаті реакції захоплення нейтрона утворюється важчий ізотоп того ж елемента, як правило, у збудженому стані. Збудження зазвичай знімається випромінюванням одного або кількох гамма-квантів з переходом ядра до основного стану; у важких ядер можливий поділ. Утворене в результаті нейтронного захоплення ядро може бути як стабільним, так і радіоактивним. Наведена радіоактивність внаслідок нейтронного опромінення (зокрема, в ядерних реакторах) є значним джерелом радіоактивних відходів.  

Перетин захоплення нейтронів ізотопами ^{157}Gd та ^{10}B залежно від енергії нейтрона

## Перетин захоплення
Типові перетини захоплення теплового нейтрона ядрами становлять близько 1 барна (що близько до геометричного поперечного перерізу ядра), однак для деяких нуклідів спостерігаються відхилення на кілька порядків як у бік збільшення, так і зменшення перетину захоплення. Наприклад, для ядра бору 10B перетин захоплення теплових нейтронів становить 3840 барн, а найбільший переріз захоплення теплових нейтронів — сотні тисяч барн — має ізотоп гадолінію 157Gd. Перетин захоплення швидких нейтронів значно менший; зі зростанням енергії нейтрона перетин зменшується обернено пропорційно його швидкості. Однак досить часто трапляється, що для певних енергій нейтрона переріз захоплення нейтрона ядром має різко виражений максимум.

## Застосування
Внаслідок захоплення нейтрона ядрами урану-235 утворюється короткоживуче ядро урану-236, яке розпадається на дві частини:
{\displaystyle _{92}^{235}{\text{U}}+n\,\rightarrow \,_{92}^{236}{\text{U}}\,\rightarrow \,_{52}^{137}{\text{Te}}+\,_{40}^{97}{\text{Zr}}+2n}
{\displaystyle _{92}^{235}{\text{U}}+n\,\rightarrow \,_{92}^{236}{\text{U}}\,\rightarrow \,_{36}^{91}{\text{Kr}}+\,_{56}^{142}{\text{Ba}}+3n}
У результаті таких реакцій вивільняються додаткові нейтрони з енергією від нуля до 7 МеВ (здебільшого утворюються нейтрони з енергією в діапазоні 105–107 еВ), які можуть призводити до поділу інших ядер. Таким чином реакція може набувати ланцюгового характеру, що застосовується в ядерних реакторах та ядерній зброї. 
Однак природний уран містить невелику частку ізотопу-235 (близько 0,7%), а основну його частину складає ізотоп-238. Для поділу ядер урану-238 потрібні нейтрони з енергією не менше 1,8 МеВ. Нейтрони з енергією менше 1 МеВ поглинаються ядрами не викликаючи їх поділу. Утворене ядро урану-239 зазвичай зазнає двох бета-розпадів та перетворюється на плутоній-239:
{\displaystyle _{92}^{238}{\text{U}}+n\,\rightarrow \,_{92}^{239}{\text{U}}\,{\xrightarrow[{T_{\frac {1}{2}}\approx 23\ {\text{хв}}}]{\,}}\,_{93}^{239}{\text{Np}}+e^{-}+{\tilde {\nu }}}
{\displaystyle _{93}^{239}{\text{Np}}\ {\xrightarrow[{T_{\frac {1}{2}}\approx \ 2{,}3\ {\text{дні}}}]{\,}}\,_{94}^{239}{\text{Pu}}+e^{-}+{\tilde {\nu }}}
Утворений ізотоп плутонію-239 подібно до урану-235 також поділяється як повільними, так і швидкими нейтронами, а тому використовується в ядерних технологіях аналогічно урану.
Захоплення нейтронів застосовується в нейтронно-активаційному аналізі: досліджувана речовина опромінюється нейтронами, після чого визначається кількість радіоактивних ядер, які утворилися в результаті захоплення, що дає інформацію про склад речовини[джерело?]. 
Перспективним методом лікування онкологічних захворювань є доставка в пухлину стабільних ізотопів з великим перетином захоплення нейтрона (10B, 157Gd), які після опромінення тепловими нейтронами перетворюються на радіоактивні ізотопи й руйнують клітини.

## Нуклеосинтез

### Первинний нуклеосинтез
Протягом перших декількох хвилин після Великого вибуху всі нейтрони, що утворилися в результаті баріогенезису, були або захоплені протонами (з утворенням дейтронів), або розпалися. Вимірювання поширеності легких ядер (дейтерію, гелію, літію) дозволяють досліджувати цей період раннього Всесвіту.

### Зоряний нуклеосинтез
Нейтронне захоплення важливе для нуклеосинтезу елементів у зорях. Початковим елементом зазвичай є ізотоп заліза 56Fe. Виділяють 2 види процесів: повільний s-процес, коли утворене радіоактивне ядро встигає розпастися, перш ніж буде захоплено наступний нейтрон, і швидкий r-процес, коли утворені внаслідок захоплення нестабільні ядра встигають до розпаду захопити наступний нейтрон. Умови перебігу таких реакцій вивчає астрофізика.
- s-процес, або повільний процес захоплення нейтронів, — процес утворення важчих ядер із легших шляхом послідовного захоплення нейтронів під час якого нестабільні ядра розпадаються перш ніж приєднається наступний нейтрон[7]. Характерний час перебігу s-процесів набагато більший періоду β-розпаду, тому до них залучаються або стабільні ядра, або радіоактивні ядра, які мають дуже великі періоди напіврозпаду.

- r-процес, або швидкий процес захоплення нейтронів, — процес утворення важчих ядер із легших шляхом послідовного захоплення нейтронів в ході реакцій[1]. Захоплення нейтронів триває доти, доки темп захоплення нейтронів вищий, ніж темп розпаду ізотопу. Потім ядро зазнає β-розпаду, утворюється ядро наступного елемента й захоплення нейтронів триває далі[джерело?].